# Keniaanse brilvogel
De Keniaanse brilvogel (Zosterops flavilateralis) is een zangvogel uit de familie Zosteropidae (brilvogels). De vogel komt voor in het oosten van Afrika. De vogel werd in 1892 door Anton Reichenow als aparte soort beschreven, maar later vaak als ondersoort beschouwd van de Somalische brilvogel (Z. abyssinicus). Op grond van na 2009 verricht onderzoek kan dit taxon weer behandeld worden als aparte soort.

## Verspreiding en leefgebied
De vogel komt voor in zowel savannegebied als natuurlijk bos tot op 1800 meter boven zeeniveau. Er zijn twee ondersoorten:
- Z. f. flavilateralis: in midden en oosten van Kenia en Tanzania
- Z. f. jubaensis: in zuidelijk Ethiopië, Zuid-Somalië en Noord-Kenia

## Status
De vogel is door BirdLife International erkend als aparte soort en heeft de vermelding niet bedreigd op de Rode Lijst van de IUCN. 